# 華吳
華吳（？—前556年），子姓，华氏，中国春秋时期宋国人，華皋比的家宰。
前556年（鲁襄公十七年、宋平公二十年）宋国的华阅死后，華臣认为華皋比家族力量微弱，派坏人去杀他的家总管华吴。六个坏人在卢门合左师后边用铍刀把华吴杀死。左师向戌害怕，说：“老朽我没有罪。”坏人诬陷：“皋比私自讨伐华吴。”幽禁了华吴的妻子，对她说：“把你的大玉璧给我。”宋平公听说后说：“华臣不仅残暴地对待他的宗室，而且使宋国的政令大乱，一定要驱逐他。”向戌说：“华臣，也是卿。大臣不和，这是国家之耻，不如掩盖起来。”宋平公没有加罪。向戌讨厌华臣，自己做了一根短马鞭，经过华臣门口时，一定快马加鞭。十一月廿二，华臣逃亡到陈国。